# Bethzaida
Bethzaida byla norská metalová hudební skupina z Trondheimu založená v roce 1993. Z hudebního hlediska jde o tzv. dark metal, mix death a doom metalu s lehkým nádechem black metalu (díky chraplavému vokálu a kytarovému projevu). V tvorbě kapely hraje významnou roli i flétna.
Debutové studiové album Nine Worlds vyšlo v roce 1996 pod hlavičkou francouzského vydavatelství Season of Mist. Není přesně známo, kdy se Bethzaida rozpadla, pravděpodobně ještě v devadesátých letech dvacátého století. Zanechala po sobě celkem dvě řadové desky a několik dalších nahrávek.

## Diskografie
Dema
- Dawn (1994)
- Nine Worlds (1995)

Studiová alba
- Nine Worlds (1996)
- LXXVIII (1998) – název znamená 78 římskými číslicemi

EP
- A Prelude to Nine Worlds (1997) – limitovaná edice CD shaped picture disků ve tvaru Thórova kladiva

Split nahrávky
- War Vol. II (1999) – split CD se švédskou kapelou Anata

Box sety
- Collateral Damage - Complete War Series (2003) – box set obsahující 3 split CD War od firmy Season of Mist, dohromady zahrnuje 6 kapel (...and Oceans, Bloodthorn, Anata, Bethzaida, Cultus Sanguine a Seth)